# Station Baglan
Baglan is een station van National Rail in Neath Port Talbot in Wales. Het station is eigendom van Network Rail en wordt beheerd door Transport for Wales. 